# George Patterson (football)
Pour les articles homonymes, voir George Patterson.
George Patterson, né en 1887 et mort en 1955, est un footballeur et entraîneur anglais. En tant que joueur, il joua au Marine FC. 

## Biographie
Il rejoint Liverpool en 1908, comme assistant de Tom Watson. De 1915 à 1928, il est secrétaire au sein du club, puis en 1928, il devient l'entraîneur. Il ne ganga rien avec le club. Sa meilleure performance en championnat fut une cinquième place en 1929, et un quart-de-finale de la FA Cup en 1932. Il est remplacé en 1936 par George Kay, mais il reste au sein du club en tant que secrétaire. 
Il rééditera cette expérience, avec une autre équipe, Yeowil Town FC de 1949 à 1951.